# Pizza Syndicate
Pizza Syndicate (Fast-Food Tycoon aux États-Unis) est un jeu de gestion de pizzeria développé et édité par Software 2000, sorti sur PC en 1999.
Le jeu est la suite indirecte de Pizza Tycoon.

## Accueil
- Jeuxvideo.com : 18/20[1]
- IGN : 7/10[2]
- GameTrip : 7/10[3]